# Vlaamse Cultuurprijs voor de Letteren
De Vlaamse Cultuurprijs voor de Letteren is een van de Vlaamse Cultuurprijzen die door de Vlaamse overheid wordt toegekend en worden Ultima's genoemd. De prijs werd ingesteld in 2003. De winnaar ontvangt een geldprijs van €10000 en een bronzen beeldje van de kunstenaar Philip Aguirre. Doorheen de jaren zijn er verschillende prijzen uitgereikt in deelgebieden van de literatuur, sommige jaarlijks, andere driejaarlijks. De deelgebieden waarin sinds 2003 prijzen werden uitgereikt zijn: strip, jeugdliteratuur, poëzie, proza, toneelliteratuur, vertalingen en kritiek en essay. Sinds 2014 is er nog één prijs binnen het domein van de letteren.

## Laureaten
- 2010: Steven Dupré
- 2011: Patrick Lateur
- 2012: Stefan Hertmans
- 2014: Carll Cneut
- 2015: Luc Cromheecke
- 2016: Jeroen Olyslaegers
- 2017: Miriam Van hee
- 2018: Peter Verhelst
- 2019: Rachida Lamrabet
- 2020: Fikry El Azzouzi
- 2021: Annelies Verbeke